# EX坦克
Tank Ex或 MBT Ex是印度國防研究及發展組織于2002年提出的一种主战坦克方案。据传言其名字为迦尔纳，史诗摩诃婆罗多中的一个英雄。它是继Ajeya坦克（T-72改型）后DRDO再一次打算尝试制作一版T-72改进型坦克。 它制造了两个样车，进行了半年的测试并表现良好，但是印度陆军没采用它。

## 外部連結
- DRDO offers new tank in place of Arjun（页面存档备份，存于）-The Times of India Online
- photos of Tank ex